# Van Gogh (film)
Van Gogh är en fransk film från 1991 i regi av Maurice Pialat.

## Rollista (i urval)
- Jacques Dutronc - Van Gogh
- Alexandra London - Marguerite
- Bernard Le Coq - Théo
- Gérard Séty - Gachet
- Corinne Bourdon - Jo
- Elsa Zylberstein - Cathy